# Monika Brewczak
Monika Julita Brewczak z domu Waliszko (ur. 7 listopada 1974 w Krośnie) – polska wokalistka, multiinstrumentalistka, dyrygent, chórmistrz, kompozytor, doktor sztuk muzycznych, wykładowca akademicki, radna Sejmiku Województwa Podkarpackiego.

## Życiorys

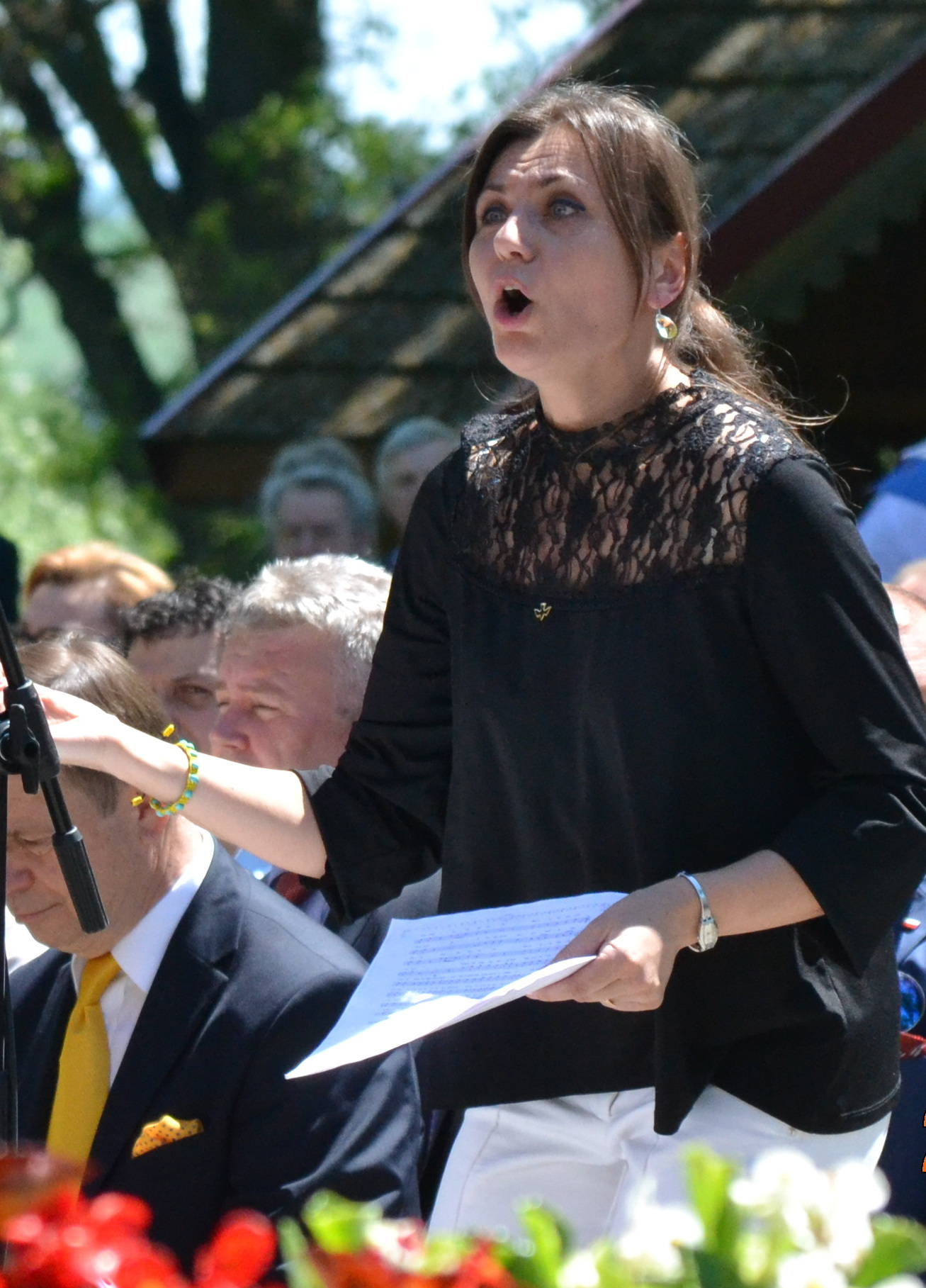
Monika Brewczak podczas występu w Strachocinie (2017)

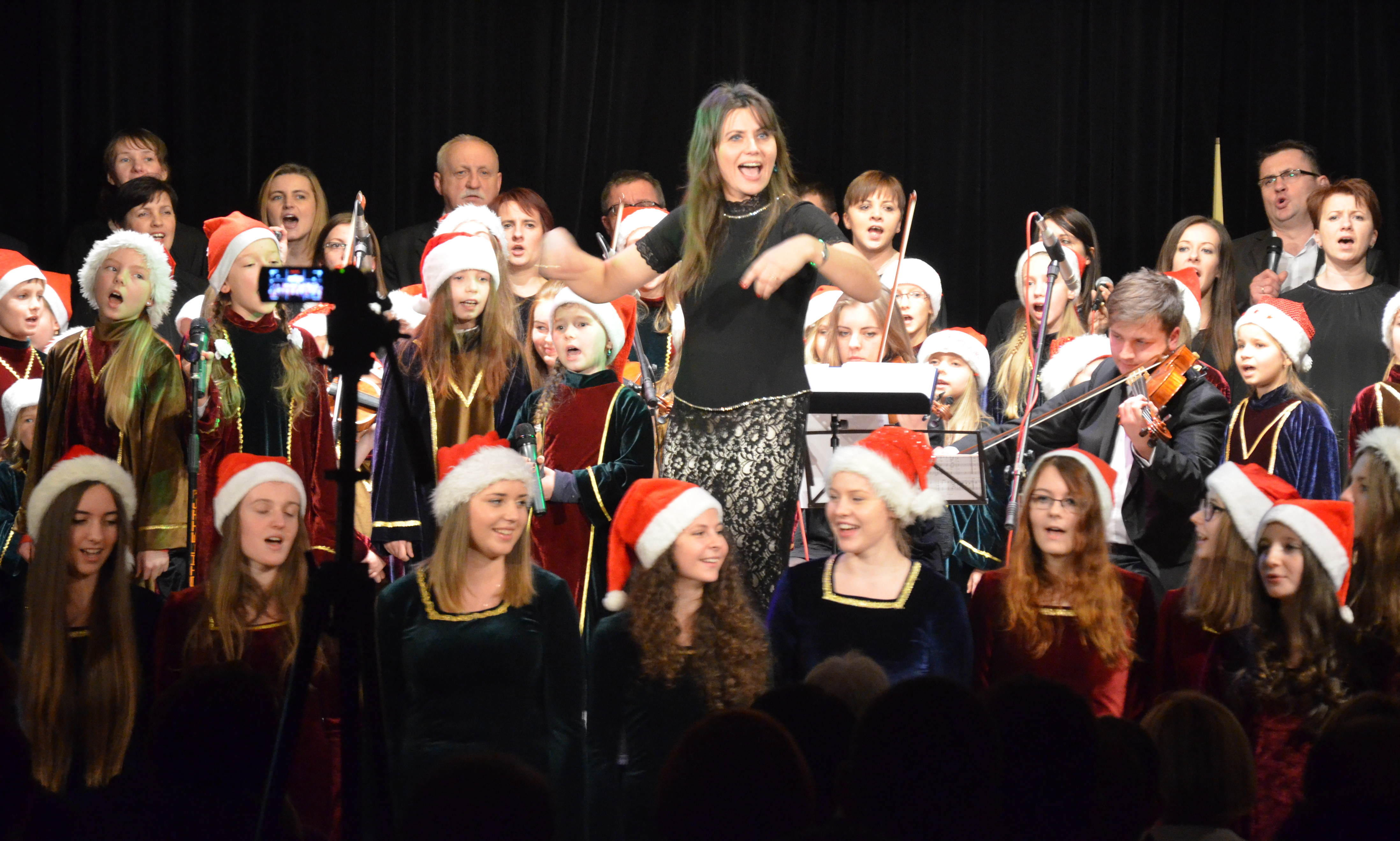
Monika Brewczak z zespołem „Souliki” (2014)

Urodziła się 7 listopada 1974 w Krośnie w rodzinie Waliszko. W dzieciństwie i młodości śpiewała w szkołach, scholach, oazach, a podczas studiów w chórze studenckim, Zespole Muzyki Dawnej „Conzonanza”, zespole muzyki żydowskiej i we własnej grupie „Cor Tuum”. W 1997 ukończyła studia magisterskie w zakresie wychowania muzycznego na Wydziale Wychowania Muzycznego Akademii Muzycznej im. Karola Lipińskiego we Wrocławiu. Na tej uczelni w tym samym roku została absolwentką muzykoterapii w Międzywydziałowym Studium Muzykoterapii, a w 2004 ukończyła kurs pedagogiczny w zakresie nauczania emisji głosu. Odbyła studia podyplomowe w zakresie: emisji głosu na Wydziale Dyrygentury Chóralnej i Edukacji Muzycznej Akademii Muzycznej im. Feliksa Nowowiejskiego w Bydgoszczy (2004), pedagogiki kształcenia słuchu na Wydziale Edukacji Muzycznej Uniwersytetu Muzycznego Fryderyka Chopina w Warszawie (2006), logopedii w Wyższej Szkole Pedagogicznej w Łodzi (2006). 20 czerwca 2011 na Wydziale Dyrygentury, Jazzu i Edukacji Muzycznej Akademii Muzycznej im. Feliksa Nowowiejskiego w Bydgoszczy uzyskała stopień doktora sztuk muzycznych w dyscyplinie dyrygentura. W 2012 ukończyła podyplomowe mistrzowskie studia wokalne na Wydziale Wokalnym Uniwersytetu Muzycznego Fryderyka Chopina w Warszawie.
Po wyjściu za mąż zamieszkała w Sanoku. Tam podjęła pracę w Sanockim Domu Kultury. Do 2004 była nauczycielem przedmiotów teoretycznych w Sekcji Teorii Państwowej Szkoły Muzycznej I i II st. im. Wandy Kossakowej w Sanoku. W późniejszych latach została nauczycielem dyplomowanym w sanockiej PSM. Została starszym wykładowcą w Instytucie Społeczno-Artystycznym Państwowej Wyższej Szkole Zawodowej im. Jana Grodka w Sanoku, a po przekształceniu jednostki objęła posadę adiunkta w Zakładzie Edukacji Artystycznej w Zakresie Sztuki Muzycznej i Zakładzie Pedagogiki w Instytucie Społeczno-Artystycznym Uczelni Państwowej im. Jana Grodka w Sanoku.
Założycielka i kierownik artystyczna, aranżer, chórmistrz Zespołu Wokalnego „Soul” (powstały we wrześniu 1997 przy SDK i działający tam przez siedem lat, a od 2004 przy parafii Przemienienia Pańskiego w Sanoku)), koncertującego w Polsce i za granicą oraz wielokrotnie nagradzanego. Równolegle utworzyła także Dziecięcy Zespół Wokalny „Souliki”, którego także została dyrygentem (działający przy PSM w Sanoku). Prowadzi także Zespół Wokalny „Animato” (funkcjonujący przy PSM w Sanoku) oraz Młodzieżową Diakonię Muzyczną Archidiecezji Przemyskiej (powstała w 1996), w której jest też solistką (sopran piccolo). Została także opiekunem Chóru Mieszanego „Sonores”. W zakresie działalności z zespołami muzycznymi jako wokalistka, multiinstrumentalistka, kompozytorka i autorka tekstów, tworzy zarówno muzykę jak i słowa utworów (np. pieśni „Uwierz Polsko” w wykonaniu grupy Soul).
W wyborach samorządowych wyborach samorządowych 2018 startowała z listy Komitetu Wyborczego Prawo i Sprawiedliwość do Sejmiku Województwa Podkarpackiego VI kadencji (2018–2023), uzyskała 5199 głosów i nie zdobyła mandatu. Rok później, po rezygnacji wybranej do Sejmu RP Marii Kurowskiej, objęła mandat radnej Sejmiku, a ślubowanie złożyła 28 października 2019.
Zamężna z Markiem, ma trzech synów: Mateusza, Michała i Maksymiliana.

## Dyskografia
- Kolędy[6]
- Soul a cappella[6]
- Dźwinga Lwów – Soul Sanok[6]
- Sanoccy muzycy śpiewają kolędy[6]
- Souliki – kolędy (wraz z zespołem Souliki)[6]
- Uwierz Polsko (wraz z zespołem Soul)[6]
- W Jego Imię idź (wraz z Diakonią Muzyczną Archidiecezji Przemyskiej)[6]
- Dla Przyjaciół 1 oraz Dla Przyjaciół 2 (wraz z Zespołem Wokalnym PGNiG)[6]
- A może tak (wraz z zespołem A Może Tak)[6]
- Śpiewaj Panu nową pieśń (opracowanie śpiewnika)[6][15]

## Odznaczenia
- Odznaka „Zasłużony Działacz Kultury” (2002)[9]
- Medal Komisji Edukacji Narodowej (2007)[9]
- Odznaka honorowa „Zasłużony dla Kultury Polskiej” (2012)[22][9]
- Benemerenti (2012, przyznany za pontyfikatu papieża Benedykta XVI)[21][9][15]
- Odznaka Honorowa Sybiraka oraz Dyplom Uznania „za bezinteresowne wspieranie działalności społeczności sybirackiej, rozumienie jej potrzeb i zaangażowanie w udzielenie pomocy oraz realizację idei sybirackich” (2016)[23]
- Brązowy Krzyż Zasługi (2018, nadany przez prezydenta RP Andrzeja Dudę „za zasługi dla kultury i oświaty”)[24][9]
- Medal 100-lecia Odzyskania Niepodległości (2018)[25][9]
- Brązowy Medal „Zasłużony Kulturze Gloria Artis” (2022, w dziedzinie szkolnictwo artystyczne)[26]
- Brązowa odznaka honorowa TG „Sokół” w Sanoku (2017)[27]

## Nagrody
- Nagroda Miasta Sanoka – trzykrotnie:
  - za rok 2001 w dziedzinie kultury i sztuki (wspólnie z Zespołem Wokalnym „Soul”)[28][29][30]
  - za rok 2006 w dziedzinie upowszechniania kultury i sztuki (wspólnie z Zespołem Wokalnym „Soul”)[31]
  - za rok 2017 w dziedzinie kultura i sztuka (indywidualnie)[32]
- Nagroda Dyrektora Centrum Edukacji Artystycznej (trzykrotnie: 2008, 2014 „w uznaniu za wybitne osiągnięcia dydaktyczno-wychowawcze”, 2017)[33][9]
- Nagroda Prezydenta Miasta Gdańska (2008, przyznana przez Pawła Adamowicza)[9]
- Nagroda indywidualna Zarządu Województwa Podkarpackiego (dwukrotnie: 2008, 2018)[9][34]
- Nagroda dla najlepszego dyrygenta IV Międzynarodowego Festiwalu Chóralnego „Mundus Cantat Sopot 2008”[35]
- Dyplom Honorowego Członka Sanockiego Towarzystwa Muzycznego (2016)[36]
- Statuetka „Sierżant Michał” za szczególne zasługi dla środowiska policyjnego województwa podkarpackiego (2019)[37]